# Pervaporation
La pervaporation est une technique récente de séparation d'un mélange liquide par le biais d'une vaporisation au travers d'une membrane poreuse ou non. Il fait intervenir les phases d'adsorption, diffusion et désorption et est donc à distinguer de la « distillation sur membrane ».

## Applications
La majorité des applications industrielles consistent soit :
- à extraire de l'eau d'un mélange avec d'autres composés organiques en utilisant une membrane hydrophile[2]. On trouve notamment la déshydratation de l'éthanol ;
- à extraire des composés organiques d'un mélange avec une solution aqueuse en utilisant une membrane hydrophobe. On peut citer la récupération de solvant dans les eaux usées de procédés industriels[2].